# Richmond
Richmond je hlavní město amerického státu Virginie. Prochází jím několik důležitých vnitrostátních silnic. Celková populace města a jeho okolí činila během sčítání v roce 2000 1 194 008 obyvatel. Okolí Richmondu a řeky James bylo osídleno již roku 1607, a to anglickými osadníky. Současné město pak bylo založeno až roku 1737. Během americké revoluce bylo město svědkem několika historických událostí. Patrick Henry zde pronesl svoji slavnou řeč Život nebo smrt v kostele sv. Jana v roce 1775. Za občanské války byl Richmond hlavním městem Konfederačních států amerických. Ekonomika města těží hlavně z faktu, že zde má svoje sídlo několik velkých bank a právnických firem. Rovněž se zde nachází jedna ze dvanácti poboček Federální rezervní banky. Město žije také z turismu.
Ve městě strávil část svého dětství básník Edgar Allan Poe.

## Osobnosti města
- Elizabeth Monroeová (1768–1830), první dáma USA, manželka prezidenta Jamese Monroea
- Julia Gardiner Tylerová (1820–1889), první dáma USA, druhá manželka prezidenta Johna Tylera
- John Bennett Fenn (1917–2010), profesor analytické chemie, držitel Nobelovy ceny
- Alexandra Ripleyová (1934–2004), spisovatelka
- Shirley MacLaine (* 1934), herečka, zpěvačka, tanečnice, publicistka a spisovatelka
- Warren Beatty (* 1937), herec, režisér, scenárista a producent
- Arthur Ashe (1943–1993), tenista
- Stan Winston (1946–2008), specialista na filmové efekty a masky, režisér
- Caroline Aaronová (* 1952), herečka
- Joey Baron (* 1955), jazzový bubeník
- Joe Edwards (* 1958), vojenský pilot a astronaut
- Wes Borland (* 1975), kytarista kapely Limp Bizkit
- Mickie James (* 1979), wrestlerka a country zpěvačka
- Meghann Shaughnessy (* 1979), tenistka
- Patrick Estes (* 1983), fotbalista
- Hunter Parrish (* 1987), herec a zpěvák

## Partnerská města
- Čeng-čou, Čína
- Olsztyn, Polsko
- Richmond-upon-Thames, Spojené království
- Saitama, Japonsko
- Ségou, Mali
- Uijongbu, Jižní Korea
- Windhoek, Namibie

## Galerie

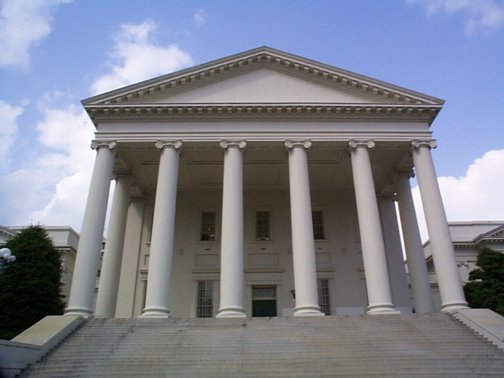
Virginia Capitol
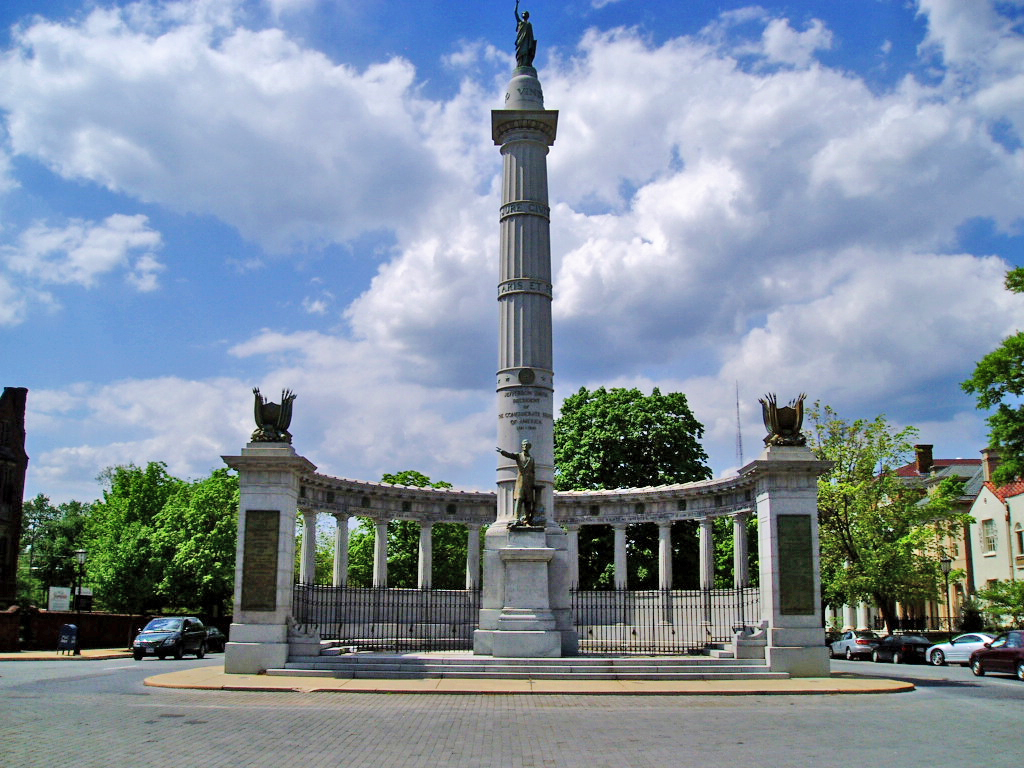
Památník Jeffersona Davise
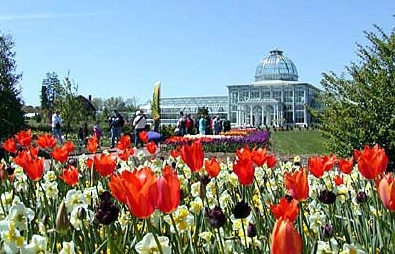
Botanická zahrada
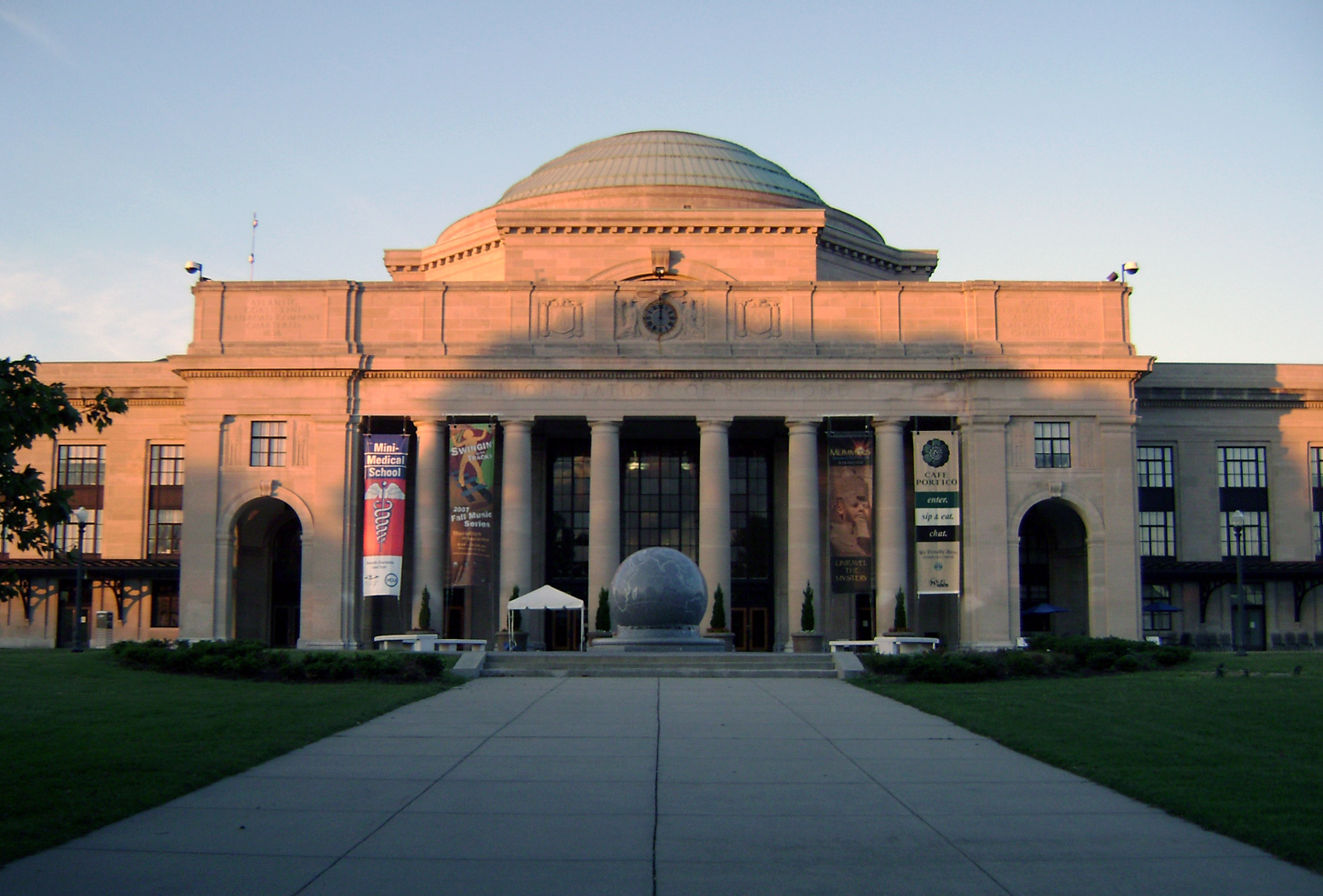
Vědecké muzeum Virginie